# اگزیستانسیالیسم مسیحی
اگزیستانسیالیسم مسیحی جریان فلسفی است که از میان شناخته شده‌ترین اگزیستانسیالیست‌های مسیحی می‌توان از سورن کی‌یرکگارد، گابریل مارسل، و کارل یاسپرس نام برد.
این اندیشه مبتنی بر سه محوری که کی یر کگارد بیان می‌کند، اولاً جهان یک وجود متناقض است و بزرگترین تناقض پیوند خدا با انسان و شخص مسیح است. دوما ایجاد رابطه فردی با خدا فرای هر نوع اخلاق و ساختار اجتماعی است و بالاخره رعایت قراردادها و نرم‌های اجتماعی در اصل یک انتخاب کاملاً فردی است. 